# Lijst van vliegtuigtypen (T-Z)
Dit is een lijst van vliegtuigtypen die beginnen met een letter in de reeks van T - Z.

## T

### Tachikawa
- Tachikawa Ki-9
- Tachikawa Ki-17
- Tachikawa Ki-36
- Tachikawa Ki-54
- Tachikawa Ki-55
- Tachikawa Ki-70
- Tachikawa Ki-74
- Tachikawa Ki-77
- Tachikawa Ki-94

### Tatra
- T-001
- T-101
- T-126
- T-131
- T-201
- T-301

### Taylor Brothers Aircraft Company
- Taylor C-2 Chummy

### Taylor Aircraft Company
- Taylor E-2
- Taylor J-2

### Taylorcraft
- Taylorcraft Auster
- Taylorcraft B
- Taylorcraft C
- Taylorcraft C-95 Grasshopper
- Taylorcraft Plus C
- Taylorcraft Plus D

### Technoavia
- Technoavia SM92 Finist

### Temco
- Temco Buckaroo
- Temco TT-1 Pinto

### Thorp
- Thorp T-11
- Thorp T-18
- Thorp T-211

### Tipsy
- Tipsy S (Sport)
- Tipsy S2
- Tipsy B (Trainer)
- Tipsy M
- Tipsy Belfair
- Tipsy Junior
- Tipsy Nipper

### TL-Ultralight
- TL-Ultralight TL-1
- TL-Ultralight TL-2
- TL-Ultralight TL-22 Duo
- TL-Ultralight TL-32 Typhoon
- TL-Ultralight TL-96 Star
- TL-Ultralight TL-131 Condor
- TL-Ultralight TL-232 Condor
- TL-Ultralight TL-2000 String
- TL-Ultralight TL-3000 Serius

### Transall
- Transall C-160

### Transavia Corporation
- Transavia Airtruk
- Transavia Skyfarmer

### TRW
- TRW RQ-5 Hunter

### Tucker
- Tucker XP-57

### TU-BraunschweigInstitut für Luftfahrtmeßtechnik und Flugmeteorologie
- LF-1 Zaunkoenig

### Toepolev
- Tupolev TB-1 ANT-4
- Toeupolev I-4 ANT-5
- Toepolev TB-3 ANT-6
- Toepolev R-6 ANT-7
- Toepolev ANT-20
- Toepolev I-12 ANT-23
- Toepolev SB-2 ANT-40
- Toepolev Tu-2 ANT-58
- Toepolev Tu-2 Bat
- Toepolev Tu-4
- Toepolev Tu-16 "88, Badger"
- Toepolev Tu-20 (Tu-95)
- Toepolev Tu-22 "105"
- Toepolev Tu-22M "145"
- Toepolev Tu-28 "128"
- Toepolev Tu-39 "Badger"
- Toepolev Tu-70
- Toepolev Tu-72
- Toepolev Tu-75
- Toepolev Tu-80
- Toepolev Tu-85
- Toepolev Tu-91
- Toepolev Tu-95
- Toepolev Tu-98
- Toepolev Tu-104
- Toepolev Tu-105
- Toepolev Tu-107
- Toepolev Tu-110
- Toepolev Tu-114
- Toepolev Tu-116
- Toepolev Tu-124
- Toepolev Tu-125-project
- Toepolev Tu-126
- Toepolev Tu-128
- Toepolev Tu-134
- Toepolev Tu-138
- Toepolev Tu-142
- Toepolev Tu-144
- Toepolev Tu-148
- Toepolev Tu-154
- Toepolev Tu-160
- Toepolev Tu-204
- Toepolev Tu-214
- Toepolev Tu-224
- Toepolev Tu-234
- Toepolev Tu-334
- Toepolev Tu-354

## U

### Urban Air
- Urban Air Lambada
- Urban Air Samba XXL

### Utva
- UTVA 212
- UTVA 213 'Vihor' ('Storm')
- UTVA Aero 3
- UTVATrojka
- UTVA 56
- UTVA 60
  - UTVA 60-AT1
  - UTVA 60-AT2
  - UTVA 60-AG (landbouw versie)
  - UTVA 60-AM (ambulance)
  - UTVA 60H
  - UTVA 60 V-51
- UTVA 65
  - UTVA 65 'Privrednik' ('Agriculturist')
  - UTVA 65 'Privrednik'-IO
  - UTVA 65 'SuperPrivrednik'-350
- UTVA 66
  - UTVA 66-AM
  - UTVA 66H
  - UTVA 66V
  - UTVA 66 Super STOL
- UTVA 75
  - UTVA 75A21
  - UTVA 75A41
  - UTVA 75AG11
  - UTVA 75 V-53
- UTVA Lasta ('Swallow')
- Utva 96

## V

### Valmet
- Valmet L-70 Vinka
- Valmet L-80 Turbo-Vinka
- Valmet L-90 Redigo

### Van's Aircraft
- RV-3
- RV-4
- RV-6
- RV-7
- RV-8
- RV-9
- RV-10

### VEF
- VEF I-11
- VEF I-12
- VEF I-14
- VEF I-15
- VEF I-16
- VEF I-17
- VEF I-19

### Venture
- Venture T-211

### Verner
- W-1 Brouček

### Vertol
- Vertol H-21 Shawnee
- Vertol CH-125
- Vertol CH-127
- Vertol Retriever

### Vickers
- Vickers Boxkite
- Vickers ES 1
- Vickers FB 5 "Gunbus"
- Vickers FB 9
- Vickers FB
- Vickers FB19
- Vickers Valentia
- Vickers Valetta
- Vickers Valiant
- Vickers Vanguard
- Vickers Varsity
- Vickers VC.1 Viking
- Vickers VC-10
- Vickers Vernon
- Vickers Vespa
- Vickers Victoria
- Vickers Viking
- Vickers Vildebeest
- Vickers Vimy
- Vickers Vincent
- Vickers Virginia
- Vickers Viscount
- Vickers Warwick
- Vickers Wellesley
- Vickers Wellington
- Vickers Windsor

### Canadian Vickers
- Canadian Vickers Vancouver
- Canadian Vickers Vanessa
- Canadian Vickers Varuna
- Canadian Vickers Vedette
- Canadian Vickers Velos
- Canadian Vickers Vigil
- Canadian Vickers Vista

### Victa
- Victa Aircruiser
- Victa Airtourer

### VisionAire
- VisionAire Vantage

### Voisin
- Voisin LA

### Volaircraft
- Volaircraft Volaire

### Vought
- Vought A-7 Strikefighter
- Vought F-8 Crusader
- Vought FU
- Vought F2U
- Vought F3U
- Vought F4U Corsair
- Vought XF5U Flying Pancake
- Vought F7U Cutlass
- Vought OS2U Kingfisher
- Vought SBU Corsair
- Vought SB2U Vindicator
- Vought-Sikorsky VS-300
- Vought-Sikorsky Chesapeake
- Vought-Sikorsky Hoverfly
- Vought-Sikorsky Kingfisher

### Vreeburg
- Vreeburg A.2M

### Vultee
- Vultee A-19
- Vultee A-31 Vengeance
- Vultee A-35 Vengeance
- Vultee A-41
- Vultee BT-13 Valiant
- Vultee P-66 Vanguard
- Vultee XP-54 Swoose Goose
- Vultee XP-68 Tornado
- Vultee Vengeance
- Vultee-Stinson Reliant
- Vultee-Stinson Sentinel
- Vultee-Stinson Vigilant

## W

### Wacket
- Wacket Gannet

### WACO
- Waco AQC-6
- Waco C-62
- Waco C-72
- Waco CG-4 Hadrian
- Waco CG-15
- Waco PG-2A

### Wallis
- Wallis Venom

### Walraven
- Walraven W.2

### Weatherly
- Weatherly 201
- Weatherly 620

### Wedell-Williams
- Wedell-Williams XP-34

### Werkspoor
- Werkspoor Jumbo

### Westland
- Westland Belvedere
- Westland Dragonfly
- Westland Gazelle
- Westland Gannet
- Westland Lynx
- Westland Lysander
- Westland Merlin
- Westland Scout
- Westland Sea King
- Westland Sikorski 'Dragonfly' S-51
- Westland Super Lynx
- Westland Wallace
- Westland Walrus
- Westland Wapiti
- Westland Wasp
- Westland Welkin
- Westland Wessex
- Westland Whirlwind (jachtvliegtuig)
- Westland Whirlwind (helikopter)
- Westland Wyvern
- Westland/Aérospatiale Gazelle

### Wihault
- Wihault 283T

### Wright
- Wright Flyer I
- Wright Flyer II
- Wright Flyer III
- Wright FW
- Wright F2W
- Wright F3W Apache

### WSK
- WSK Junak
- WSK-Mielec M-15 Belphegor

## Y

### Yakovlev Design Bureau
- Yakovlev UT-1
- Yakovlev UT-2
- Yakovlev UT-3
- Yakovlev Yak-1
- Yakovlev Yak-2
- Yakovlev Yak-3
- Yakovlev Yak-4
- Yakovlev Yak-7
- Yakovlev Yak-9
- Yakovlev Yak-11
- Yakovlev Yak-12
- Yakovlev Yak-15
- Yakovlev Yak-17
- Yakovlev Yak-18
- Yakovlev Yak-19
- Yakovlev Yak-20
- Yakovlev Yak-21
- Yakovlev Yak-23
- Yakovlev Yak-24
- Yakovlev Yak-25
- Yakovlev Yak-26
- Yakovlev Yak-27
- Yakovlev Yak-28
- Yakovlev Yak-30
- Yakovlev Yak-32
- Yakovlev Yak-33
- Yakovlev Yak-36
- Yakovlev Yak-38
- Yakovlev Yak-40
- Yakovlev Yak-41
- Yakovlev Yak-42
- Yakovlev Yak-50
- Yakovlev Yak-52
- Yakovlev Yak-141

### Yermolayev
- Yermolayev Yer-2

### Yokosuka Naval Air Technical Arsenal
- Yokosuka B4Y
- Yokosuka D4Y
- Yokosuka E14Y
- Yokosuka H5Y
- Yokosuka K5Y
- Yokosuka MXY7 Ohka
- Yokosuka MXY8 Akigusa
- Yokosuka MXY9 Shuka
- Yokosuka P1Y Ginga
- Yokosuka R2Y Keiun

## Z

### Zeppelin-Lindau
- Zeppelin-Lindau D.I

### Zivko
- Zivko Edge 540

### Zlín
- Zlín Z-XII
- Zlín Z-XIII
- Zlín Akrobat
- Zlín Trener
- Zlín Z-42
- Zlín Z-43
- Zlín Z-50
- Zlín Z-142
- Zlín Z-143
- Zlín Z-242

### Zmaj
- Fizir-Maybach
- Fizir FN
- Fizir-Rajt
- Fizir-Vega A.F.2
- Fizir-LAF
- Fizir-Nebojsa
- Hidro Fizir FN
- Fizir FP-1
- Fizir FP-2